# PFC Shumen
PFC Shumen é uma equipe burga de futebol com sede em Shumen. Disputa a primeira divisão da Bulgária (A Group).
Seus jogos são mandados no Panayot Volov Stadium, que possui capacidade para 24.390 espectadores.